# 松永夕
松永 夕（まつなが ゆう）は、日本の女優。血液型はA型。

## 出演

### テレビドラマ
- 息もできない夏（2012年 フジテレビ系列）
- ぼくの夏休み（2012年 フジテレビ系列）
- 遺留捜査（2013年 テレビ朝日 第二話、第六話）
- 震える牛（2013年 WOWOW）
- 第二楽章（2013年 NHK）
- 土曜ワイド劇場「東京駅お忘れ物預り所」（2013 テレビ朝日）
- 明日の光をつかめ（2013年 フジテレビ）
- ガンリキ3（2013年 テレビ東京）
- DOCTORS2最強の名医（2013年 テレビ朝日）
- 激流（2013年 NHK）
- 水曜ミステリー 刑事（2013年 テレビ東京）
- 家族の裏事情（2013年 フジテレビ）
- 水曜ミステリー9 マトリの女（2014年 テレビ東京）
- 港 古志郎警視（2014年 BS11）菊池安恵役
- 月曜ミステリーシアター ホワイト・ラボ 警視庁特別捜査班（2014年 TBS）
- 若者たち（2014年 フジテレビ）
- 遺留捜査スペシャル（2014年 テレビ朝日）
- 警視庁捜査一課9係（2014年 テレビ朝日）
- 潔癖クンが行く（2014年 フジテレビ）
- 世にも奇妙な物語（2014年 フジテレビ）
- 黒服物語（2014年 フジテレビ）
- 守護神ボディーガード 進藤輝4（2015年 TBS）
- 破裂（2015年 NHK）
- 相棒14（2016年 テレビ朝日）
- 金曜プレミアム 誘拐ミステリー超傑作 法月綸太郎 一の悲劇（2016年 フジテレビ）
- クリスマススペシャルドラマ「わたしに運命の恋なんてありえない」（2016年 TBS）
- NHK 総合・BSプレミアム連動ドラマ スリル！赤の章・黒の章（2017年 NHK）
- NHK土曜ドラマ「4号警備」（2017年 NHK）
- 世にも奇妙な物語（2017年 フジテレビ）平野ノラ役
- NHK連続テレビ小説「ひよっこ」（2017年 NHK）
- セシルのもくろみ（2017年 フジテレビ）
- 黒革の手帖（2017年 フジテレビ）
- 今野敏サスペンス 確証〜警視庁捜査三課（2017年 TBS）
- doctor-X- 外科医・大門未知子（2017年 テレビ朝日）
- 相棒16（2017年 テレビ朝日）
- カンナさーん！（2017年 TBS）
- 愛してたって、秘密はある（2017年 日本テレビ）
- 監獄のお姫様（2017年 TBS）
- セカイ系バラエティ 僕声（2017年 WOWOW 第3話）
- 特命係長 只野仁（2018年 AbemaTVオリジナル2）
- 都庁爆破（2018年 TBS）
- DOCTORS 新春スペシャル（2018年 テレビ朝日）
- 相棒16（2018年 テレビ朝日）

電* 影少女（2018年 テレビ東京）
- 命売ります（2018年 BSジャパン）
- アンナチュラル（2018年 TBS）
- シグナル 長期未解決事件捜査班 1話、最終回、伊集院琴音役（2018年 フジテレビ）
- いつまでも白い羽根（2018年 フジテレビ）
- 〇〇な人の末路（2018年 日本テレビ）
- 世にも奇妙な物語（2018年 フジテレビ）
- 木曜ミステリー「警視庁・捜査一課長シーズン3 」（2018年 テレビ朝日）
- 松本清張特別企画 「犯罪の回送」（2018年 テレビ東京）
- 探偵が早すぎる（2018年 テレビ朝日）
- ヒモメン（2018年 テレビ朝日）
- サバイバル・ウェディング（2018年 日本テレビ）
- リーガルV（2018年 テレビ朝日）前沢るい役
- 相棒17（2018年 テレビ朝日）
- パンドラIV（2018 WOWOW）金田役
- 家売るオンナの逆襲（2018年 日本テレビ）やまざきゆう役
- 相棒17 第18話、第19話（2019年 テレビ朝日）
- 我が家のヒミツ（2019年 NHK）
- 緊急取調室（2019年 テレビ朝日）
- 東京独身男子 第1話、第4話（2019年 テレビ朝日）
- 連続テレビ小説 なつぞら（2019年 NHK）
- サイン 第2話（2019年 テレビ朝日）佐藤希奈子役

### バラエティ・その他
- アォーン（中国放送）
- 夜型人間（テレビ新広島|TSS）
- ジョブチューン（2012年 TBS）
- ロンドンハーツ（2012年 テレビ朝日）
- 秘密のケンミンSHOW（2013年 讀賣テレビ放送|読売テレビ 制作、日本テレビ）
- にっぽんのミンイ（2013年 フジテレビ）
- TBS若手ディレクターと石橋の土曜の3回（2013年 TBS）
- 雑学家族（2013年 テレビ朝日）
- ガリガリくりぃむ（2013年 テレビ朝日）
- 関ジャニの仕分け∞（2013年 テレビ朝日） - 秘書 役
- ザ・プロファイラー 〜夢と野望の人生〜|追跡者 ザ・プロファイラー（2013年 NHK BSプレミアム）
- 日曜ゴールデンで何やってんだテレビ（2013年 TBS）
- 好きになった人（2013年 日本テレビ）
- 世界一受けたい授業（2013年 日本テレビ）
- 金曜もサプライズ（2013年 日本テレビ）
- 総合診療医ドクターG（2013年 NHK）
- 踊る!さんま御殿!!（2013年8月6日、13日、27日 日本テレビ）
- ラブネプ（2013年 TBS）
- 主治医が見つかる診療所（2013年 テレビ東京）
- アメトーク（2013年3月22日、4月4日 テレビ朝日）
- 日曜×芸人（2013年 テレビ朝日）
- おじゃマップ（2013年 フジテレビ）
- 健康カプセル!ゲンキの時間（2013年 TBS）
- 爆報! THE フライデー（2013年 TBS）
- 駆け込みドクター!（2013年6月16、23日 TBS）
- 解決!ナイナイアンサー（2013年 日本テレビ）
- 行列のできる法律相談所（2013年 日本テレビ）
- たけしのニッポンのミカタ!（2013年 テレビ東京）
- 情報プレゼンター とくダネ!（2013年11月 フジテレビ）
- SMAP×SMAP（2014年 フジテレビ） - オドロキ隊 アシスタント
- 笑ってコラえて!（2014年 日本テレビ） - スペシャルゲストクイズ
- 中居正広のミになる図書館（2014年 テレビ朝日） - あゆみ 役
- ザ・ノンフィクション（2014年 フジテレビ）
- 櫻井有吉アブナイ夜会（2014年 フジテレビ）
- ビートたけしのTVタックル（2015年 テレビ朝日）
- 林修の今でしょ!講座（2016年 テレビ朝日）
- ラストキス〜最後にキスするデート（2016年 TBS）
- 行列のできる法律相談所（2016年 日本テレビ）
- 1周回って知らない話（2017年 日本テレビ）
- 金の正解！銀の正解！（2017年 フジテレビ）
- さまぁ～ずの神ギ問（2017年 フジテレビ）
- 『超入門！落語 THE MOVIE 春スペシャル「藪入り」』（2017年 NHK）
- フルタチさん（2017年 フジテレビ）
- めざましテレビ（2017年 フジテレビ）
- 有吉反省会（2017年 日本テレビ）
- ソレダメ！（2018年 テレビ東京）
- ナイナイのお見合い大作戦（2018年 TBS）
- 99人の壁（2018年 フジテレビ）宣伝ポスター

### 映画
- 満州の紅い陽（2015年 監督：愛川欽也）
- 終わった人（2018年 監督：中田秀夫 東映）
- マスカレード・ホテル（2019年 監督：鈴木雅之 東宝）

### インターネットTV
- 任漢香と劇団キンキン塾（2015年 kinkin.tv）

### CM
- 花王 めぐりズム（2015年11月 - ） ※森めぐみ役
- 花王 エッセンシャル（2015年8月 - ）
- パナホーム『ラシーネ研究所編』（2015年7月 - ）
- 花王株式会社×ヒルナンデス CPPオリジナルCM
- Amebaコミュニティ
- 興和 バンテリン
- HTC J One(HTL22)
- ダイハツ
- HONDA
- コーセー
- 第一三共 ロキソニンS
- セブン-イレブン

### WEB
- 花王 めぐりズム ※森めぐみ役
- 花王 エッセンシャル
- バナナマンのテイテン（2012年 NOTTV）
- ユニクロ Webファッションショー
- Bee TV

### PV
- アイドリング

### 配信
- GIGA等でオリジナル着ボイス 第一位

### その他
- TOMIX WORLDオープニングセレモニー
- ひろしまいのちのサポーター

### モデル
- GSTV 宝石チャンネル
- イワタブログ
- BIJIN&Co. 美人時計

### 舞台 ・朗読
- マスカレード（2012年11月、劇団くりびつてんぎょう 作・演出：水野宏太）
- ロミオとジューリエット（2013年2月、劇団キンキン塾　作：シェイクスピア　演出：愛川欽也  中目黒キンケロシアター）
- 浅草東洋館、上野広小路亭にてマリリン・モンローそっくりさんと紹介された。（2013年8月）
- ステージ・ドア（2014年3月12-16、劇団キンキン塾　作：　演出：愛川欽也  中目黒キンケロシアター） - リンダ・ショオ 役
- 驟雨（2014年5月17-18、劇団キンキン塾　作：岸田國士　演出：愛川欽也） - 恒子 役
- 日本舞踊（2014年8月28日、12月18日 千藤会  赤坂区民センター）
- ロミオとジューリエット（2014年9月19-21、劇団キンキン塾　作：シェイクスピア　演出：愛川欽也  中目黒キンケロシアター） - 女中長 役
- ぽっくり仰天島（2014年12月12-14、アイビスタレント倶楽部   作・演出：山村佐智子 中目黒キンケロシアター） - 桧山有栖 役
- みごとな女（2015年2月28-3/1、劇団キンキン塾　作：森本薫　演出：愛川欽也） - あさ子 役
- 愛川欽也追悼公演 昭和26年、下宿神田屋（2015年10月8-11、劇団キンキン塾　作：愛川欽也　演出：真実一路 中目黒キンケロシアター） - 山田時子 役
- 秘すれば花（2015年12月11-13、アイビスタレント倶楽部   作・演出：山村佐智子 中目黒キンケロシアター） - 福永夏生、愛新覚羅慧生 役
- 青い鳥（2016年3月21日、麻布アクターズスクール  作：メーテル・リンク 演出：坂田純子 麻布区民センター）
- 愛川欽也生誕記念公演「留守」（2016年6月23-26、作：岸田國士　演出：真実一路 中目黒キンケロシアター） - お八重役
- 愛川欽也生誕記念公演「葉桜」（2016年6月23-26、作：岸田國士　演出：真実一路 中目黒キンケロシアター） - 娘役
- すてきなあなたに（2016年7月22-24、劇団いたわさ 作：大橋鎭子 演出：池上研治 麻布区民センター）
- 前略、あなた様…（2016年10月21-23、アイビスタレント倶楽部 作・演出：山村佐智子 中目黒キンケロシアター） - 前川桜子役
- 驟雨（2017年1月20-22、劇団キンキン塾　作：岸田國士　演出：真実一路） - 恒子役
- うつみ宮土理ひまわりコンサート「驟雨」再演（2017年6月25日、作：岸田國士　演出：真実一路） - 恒子役
- 朗讀二人會（2017年8月27日、浅草ブレーメンハウス）
- 食と音樂と朗讀と（2018年2月18日、神田シャン・ドゥ・ソレイユ）
- 広島朗讀二人會（2018年3月18日、かしわや入江）
- 朗讀 3人の女優＋1（2018年6月24日、浅草大黒家）
- 遊 朗讀會（2018年11月11日、演劇研究会 遊、浅草大黒家）
- 食と音樂と朗讀と（2019年2月17日、神田シャン・ドゥ・ソレイユ）
- 広島朗讀二人會 Vol.2（2019年4月7日、かしわや入江）
- 遊 朗讀會 vol.2（2019年7月7日、演劇研究会 遊、田町湯浅）

### ナレーション・方言指導
- マクドナルドCM さくらてりたま（広島弁）ナレーション出演、監修（2014年3月19日 - ）
- あなたの番です（広島弁）方言指導（2019年）

### ピアノ演奏
- 広島安佐南区音楽祭2011-2015年　ピアノ伴奏
- 広島春の音楽祭（2台ピアノとパーカッション）
- 大河内美紗（元SDN48） 『Next spot light☆ミサイタル vol.2』森高千里「雨」ピアノ伴奏
- YAMAHAピアノコンサート
- 麻布区民センター 舞台「すてきなあなたに」ピアノ演奏
- 広島朗読会2018-2019年  ピアノ演奏

### 雑誌
- 日刊ゲンダイ